# Целувка
Вижте пояснителната страница за други значения на Целувка.
Целувка се нарича докосването на устните до нещо – най-често до устните или до част от тялото на друг човек.
В съвременната Западна цивилизация целувката е най-честият израз на обич и привързаност. Между близки хора целувките се разменят обичайно по бузите. По същия начин по-възрастните целуват децата и обратно. Когато изразява романтично привличане или сексуално желание, целувката се осъществява между устните на двама души, или между устните на единия и част от тялото на другия.
С целувка също може да се изрази почит, уважение и преклонение. Пример за това е целуването на ръка на свещениците, на икони или на родителите в някои култури. От друга страна грубата целувка може да изрази и ненавист или подигравка, или да демонстрира превъзходство. Пример за това е библейската история за целувката на Юда.
Целувката е заучено поведение, свързано със социализацията на индивидите, подобно на пощенето при приматите. Действия, наподобяващи целувки се наблюдават и при някои маймуни.

## Френска целувка
Френската целувка има романтичен и сексуален заряд. При нея езикът на единия партньор докосва устните или езика на другия, като може да бъде вкаран и в устата му. Френската целувка повишава сексуалното желание, тъй като се стимулират устните, езикът и устата, които са особено чувствителни на докосване.
При френската целувка се разменя слюнка и около 250 вида различни бактерии, а в нея участват не по-малко от 34 лицеви мускули. И макар опасността от полово предавани болести да е малка, тя все пак съществува, тъй като някои заболявания се предават и орално.